# Камутаев, Тимур Магомедович
Тимур Магомедович Камутаев (20 января 1980, с. Цуликана, Акушинский район, Дагестанская АССР, РСФСР, СССР) — российский спортсмен, специализируется по ушу, чемпион Европы, чемпион России, призёр Кубка мира.

## Биография
Ушу-саньда начал заниматься в 1998 году в Махачкале. В 2001 году на чемпионате России в Саратове стал вторым. В 2003 году провёл один профессиональный бой по ММА, в котором одержал победу. После окончания спортивной карьеры работал генеральным директором сельскохозяйственного производственного кооператива «Цуликанинский».

## Спортивные достижения
- Чемпионат России по ушу 2000 — ;
- Чемпионат Европы по ушу 2000 — ;
- Чемпионат России по ушу 2001 — ;
- Кубок мира по ушу 2002 — ;

## Личная жизнь
В 1996 году окончил среднюю школу в селе Балхар Акушинского района. По национальности — лакец. Младший брат — Марат, также мастер по ушу.